# Angela Luther
Angela Bohm, més coneguda pel nom de soltera d'Angela Luther, (Hamburg, 1940) és una activista política alemanya, exmilitant de la primera generació de la Fracció de l'Exèrcit Roig. Des de 1972 consta com a desapareguda.

## Joventut
Nascuda l'any 1940 al suburbi benestant de Blankenese, districte d'Altona, a la ciutat d'Hamburg, va créixer en una família acomodada, formada pel reconegut advocat d'Hamburg Martin Luther (1906–1985) i la seva dona Wiebke von Fischel (1917-1997). Va ser la primera esposa de l'actor i director Hark Bohm. Durant la seva joventut va estar involucrada en grups universitaris d'anarquistes i bohemis. Segons la cineasta Cristina Perincioli, quatre dones, entre les quals hi havia Luther, Verena Becker i la mateixa Perincioli, van formar el 1970 la Frauenkommune Cosimaplatz a Berlín Occidental. Com a part anarquista del moviment revolucionari d'esquerra, diverses dones van intentar utilitzar l'agrupació col·lectiva per a reivindicar els objectius del moviment feminista, que es trobava en la seva primera fase a la República Federal Alemanya. Quan es van separar, Becker es va unir a l'organització armada Moviment 2 de Juny i Luther va passar a la clandestinitat després de ser sospitosa del robatori d'un banc. Juntament amb Becker, Ingeborg Barz, Inge Viett, Wolfgang Grundmann i d'altres, va militar a la Schwarze Hilfe, un grup anarquista fundat el 1971 per donar suport a companys empresonats. Posteriorment, va gravitar entorn el grup Tupamaros de Berlín Occidental. No obstant això, va conèixer a diversos militants de la Fracció de l'Exèrcit Roig i, entre el juliol i la tardor de 1971, es va integrar al grup juntament amb Thomas Weisbecker, després de manifestar el seu interès a participar i treballar per a l'organització armada.

## Trajectòria a la RAF
El 12 de maig de 1972, juntament amb Irmgard Möller, va participar en la col·locació d'una bomba a la comissaria de policia d'Augsburg. El 24 de maig de 1972 va estar involucrada en la col·locació d'una bomba al quarter militar central dels Estats Units a Europa de Campbell, situat a Heidelberg, on van morir tres soldats estatunidencs. Més tard, Gerhard Müller, llavors també membre de la RAF, va declarar que després de la mort de Weisbecker el març de 1972, Luther es va sentir sola al grup i va voler marxar. No obstant això, Andreas Baader la va convèncer perquè participés en la col·locació de sengles bombes a la comissaria d'Augsburg i a la caserna de Heidelberg. D'aleshores ençà no se sap res en ferm de la seva existència.
El Ministeri de Seguretat Estatal de la República Democràtica Alemanya (popularment conegut com a Stasi) va manifestar que Luther tenia contactes amb les autoritats per a la Seguretat de la República Federal d'Alemanya, concretament, en una «breu declaració» sobre Verena Becker, el ministeri va afirmar que hi havia la sospita que Luther, la seva confident més propera, tenia «connexions o contactes amb l'Oficina Federal per a la Protecció de la Constitució (BfV)».

## Anys posteriors
El 2007, el diari Der Standard va informar que les autoritats investigadores assumien que fos morta o visqués al Líban o amb una identitat falsa a Alemanya. Segons informes de mitjans de 2007, Luther ja no es trobava a la llista de persones buscades per l'Oficina Federal d'Investigació Criminal alemanya (BKA). El 2009, Die Welt va escriure que l'Oficina Federal d'Investigació Criminal encara la buscava perquè tant la pròpia BKA com la fiscalia de Heidelberg no estaven convençudes de la seva mort. En aquest sentit, encara figura a la llista de persones sol·licitades pels tribunals de justícia de la Interpol.